# Institut für Weltanschauungsrecht
Das Institut für Weltanschauungsrecht (ifw) ist eine am 11. Februar 2017 in Oberwesel gegründete Einrichtung der Giordano-Bruno-Stiftung. Das ifw fördert säkulare Rechtspolitik und setzt sich für das Verfassungsgebot der weltanschaulichen Neutralität des Staates ein.

## Gründung, Ziele und Aufgaben
Das Institut ist im Februar 2017 aus dem von Ernst-Heinrich Ahlf gestifteten Prozesshilfefonds der Giordano-Bruno-Stiftung (gbs) hervorgegangen. Das ifw bereitet Rechtsfälle im Weltanschauungsrecht auf, begleitet Betroffene in Gerichtsprozessen und macht Reformvorschläge an die Rechtspolitik.
Nach Ansicht des Instituts wird die grundgesetzlich vorgeschriebene Neutralität des Staates in Fragen der Weltanschauung in Politik, Gesetzgebung, Rechtsprechung und Verwaltung vielfach missachtet. Jedoch könne nur ein weltanschaulich neutraler Staat gewährleisten, dass seine Bürgerinnen und Bürger in Freiheit und Gleichheit leben und nicht aufgrund ihrer Weltanschauung diskriminiert werden. Keine Weltanschauungsgemeinschaft dürfe über oder neben dem Gesetz stehen. Religionsfreiheit sei vom Recht auf Weltanschauungsfreiheit umfasst. In einem modernen Rechtsstaat dürften Freiheitsbeschränkungen und Fördermaßnahmen nur zur Aufrechterhaltung bzw. Stärkung solcher Rechtsgüter erfolgen, deren Vorrang der Gesetzgeber unter dem Gesichtspunkt der Gerechtigkeit neutral (weltanschauungsübergreifend) und rational (evidenzbasiert sowie logisch stringent) begründen könne. Weltanschauliche Neutralität sei somit ein objektives Verfassungsgebot, das dem staatlichen Handeln klare Grenzen setze.
Im Leitbild erklärt das Institut, ungeachtet der unterschiedlichen religiösen oder nichtreligiösen Vorverständnisse die Zusammenarbeit mit all denjenigen zu suchen, die für rational begründete, evidenzbasierte, weltanschaulich neutrale und gerechte Rechtsnormen eintreten. Das ifw sieht sich dabei als politisch unabhängig, überparteilich und nicht gewerblich orientiert.

## Struktur
Leitender Direktor des Instituts ist Jörg Scheinfeld. Er ist Nachfolger von Jacqueline Neumann, die diese Position von der Institutsgründung bis zum Jahr 2022 ausübte. Stellvertretende Direktorin ist Jessica Hamed. Weitere Mitglieder des Direktoriums sind Thorsten Barnickel, Gerhard Czermak und Michael Schmidt-Salomon.
Mitglieder des Beirats sind:
- Ernst-Heinrich Ahlf
- Jennifer Antomo (* 1986)
- Seyran Ateş
- Ulrike Brune
- Ninon Colneric
- Michael Hassemer
- Johann-Albrecht Haupt
- Rolf Dietrich Herzberg
- Eric Hilgendorf
- Hartmut Kreß
- Martin Kutscha († 2022)
- Ingrid Matthäus-Maier
- Reinhard Merkel
- Ludwig A. Minelli
- Till Müller-Heidelberg (* 1944)
- Jacqueline Neumann (* 1983)
- Ulfrid Neumann
- Bodo Pieroth
- Holm Putzke
- Winfried Rath (* 1965)
- Eberhard Reinecke (* 1948)
- Robert Roßbruch
- Christoph Schmitz-Scholemann
- Rolf Schwanitz
- Manfred Walser (* 1983)
- Johannes Wasmuth (* 1956)

## Aktivitäten
Die Aktivitäten des Instituts verbinden rechtswissenschaftliche Forschung und populärwissenschaftliche Aufklärung mit rechtspolitischen Forderungen. Dazu gehören wissenschaftliche Untersuchungen, Gutachten und Stellungnahmen auf Anfrage von Parlamenten, Regierungen, Verwaltungen und Gerichten.

### Publikationen
- Schriften zum Weltanschauungsrecht, Nomos Verlag, herausgegeben von Jacqueline Neumann, Gerhard Czermak, Reinhard Merkel und Holm Putzke[6]
- Weltanschauungsrecht Aktuell, ISSN (Online) 2748-1557[7]
- Online-Lexikon zu Begriffen des Weltanschauungsrechts[8]

Als Mitteilungen veröffentlicht das Institut Stellungnahmen, Rechtsgutachten und Kommentare zu Gerichts- und Verwaltungsentscheidungen sowie Anfragen und amtliche Antworten nach dem Informationsfreiheitsgesetz (IFG).

### Projekte (Auswahl)

#### Deutschlandweite Strafanzeigen gegen Sexualstraftäter in der katholischen Kirche (2018)
Die Strafrechtsprofessoren Holm Putzke, Rolf Dietrich Herzberg, Eric Hilgendorf, Reinhard Merkel, Ulfrid Neumann und Dieter Rössner haben am 26. Oktober 2018 in Verbindung mit dem Institut Strafanzeigen bei jenen Staatsanwaltschaften eingereicht, die für die 27 Diözesen in Deutschland zuständig sind. Anlass war die Studie Sexueller Missbrauch an Minderjährigen durch katholische Priester, Diakone und männliche Ordensangehörige im Bereich der Deutschen Bischofskonferenz. In ihrer elfseitigen Begründung legen die Professoren dar, dass im Fall des katholischen Missbrauchsskandals ein zwingender Anlass zur Einleitung von „Ermittlungsmaßnahmen zur Überführung der Täter“ besteht, etwa „für eine Durchsuchung von Archiven und die Beschlagnahme der vollständigen, nicht anonymisierten Akten“. Sie kritisieren, „wie zurückhaltend Staat und Öffentlichkeit (bislang) mit dem alarmierenden Anfangsverdacht schwerer Verbrechen umgehen“. Dies habe möglicherweise seinen Grund in einer in Deutschland herrschenden „intuitiven Vorstellung von der sakrosankten Eigenständigkeit der Kirche“. Der Spiegel setzte mit der Exklusiv-Meldung „Wie die Kirche die Strafverfolgung behindert“ den Auftakt für ein bundesweites Medienecho der Strafanzeigen. Im Mai 2019 erschien in der Neuen Juristischen Wochenschrift (NJW) der Artikel Anfangsverdacht bei Anzeige gegen Unbekannt. Klerikaler Kindesmissbrauch und Legalitätsprinzip, in dem die Autoren Scheinfeld/Willenbacher die Reaktion von Staatsanwaltschaften und Justizministern bewerten und das Fazit ziehen: „Nach alldem hätte es im Nachgang der MHG-Studie nur eine richtige Entscheidung für die Staatsanwaltschaften in den Bistümern geben können: Ermittlungsverfahren gegen Unbekannt einzuleiten - damit der Missbrauch von Schutzbefohlenen und Minderjährigen sowie gegebenenfalls eine Beihilfe dazu geahndet werden können. Stattdessen wurde zum Teil mit unstimmigen Begründungen das Ermitteln verweigert und diese Chance leichtfertig vertan sowie billigend in Kauf genommen, dass Beweismittel beiseitegeschafft und vernichtet werden.“

#### Verfassungsbeschwerde gegen Kirchensteuerpflichtigkeit von ehemaliger DDR-Bürgerin (2019)
Eine ehemalige DDR-Bürgerin, die sich ihrer Mitgliedschaft in der evangelischen Kirche nicht bewusst war, wurde von der Kirchensteuerstelle Berlin zur Zahlung der Kirchensteuer herangezogen. Die Frau war als Kleinkind getauft worden, wuchs aber seit dem bald darauf erfolgten Kirchenaustritt der Eltern religionslos auf. Die Kirche setzte gerichtlich eine Nachzahlung von 1.900 Euro durch. Gegen das Urteil wurde eine Verfassungsbeschwerde eingereicht. Alexander Roßnagel beurteilte 2020 in einem Gutachten die Zusammenarbeit der Berliner Finanzbehörden mit den Berliner Kirchensteuerstellen als datenschutzrechtlich unzulässig. Felix Neumann, Redakteur bei Katholisch.de, stellte fest, dass die Kirche gegen die Klägerin und das ifw zwar ihr Recht bekommen habe, jedoch Fälle wie dieser zu einer „desaströsen Außenwirkung“ für die Kirche führen.

#### § 217 a.F. StGB und Neuregelungen der Suizidhilfe (2020)
Mehrere Institutsangehörige wandten sich gegen den 2015 vom Bundestag eingeführten und im Februar 2020 vom Bundesverfassungsgericht für verfassungswidrig und nichtig erklärten § 217 StGB. Vor dem Gerichtsentscheid waren u. a. zwei Gutachten von Michael Schmidt-Salomon und Jacqueline Neumann vorgelegt und in der mündlichen Verhandlung Ludwig A. Minelli als Beschwerdeführer für Dignitas und Michael Schmidt-Salomon angehört worden. Im Juni 2020 reichten Eric Hilgendorf und Jacqueline Neumann eine Stellungnahme beim Bundesministerium für Gesundheit zu den ministeriellen Plänen der Neuregelung der Suizidhilfe ein und kritisierten das Vorgehen des Ministeriums.

#### Verfassungsbeschwerde gegen § 219a StGB (2021)
Das Institut unterstützt die am 19. Februar 2021 von Kristina Hänel eingereichte Verfassungsbeschwerde (2 BvR 390/21) gegen § 219a StGB. Im August 2020 beurteilte Frauke Brosius-Gersdorf, die von Hänel als Prozessbevollmächtigte benannt wurde, in einem Rechtsgutachten die seit März 2019 gültige Strafnorm für verfassungswidrig.

#### Strafanzeige gegen babykaust-Betreiber (2021)
Das Institut stellte gegen babykaust-Betreiber Klaus Günter Annen Strafanzeige wegen Verdacht der Beleidigung und Volksverhetzung. In Verbindung mit der Strafanzeige reichten verschiedene Betroffene Strafanträge ein, u. a. Kristina Hänel, Nora Szász. Die Anzeige wurde öffentlich von über 140 Personen und Organisationen unterstützt, u. a. Meron Mendel, Direktor Bildungsstätte Anne Frank Zentrum; Neithard Dahlen, Mitglied der Lagergemeinschaft Auschwitz; Manfred de Vries, Jüdische Gemeinde Bad Nauheim, Susanne Kondoch-Klockow, Auschwitz-Komitee in der BRD, Alice Schwarzer und Christiane von Rauch, Prochoice Deutschland.